# Călini
Călini – wieś w Rumunii, w okręgu Bacău, w gminie Colonești. W 2011 roku liczyła 448 mieszkańców.